# Rejon czornomorski
Rejon czornomorski (ukr. Чорноморський район, Czornomorśkyj rajon) – jednostka administracyjna wchodząca w skład Republiki Autonomicznej Krymu na Ukrainie.
Rejon utworzony w 1930. Ma powierzchnię 1509 km² i liczy około 34 tysięcy mieszkańców. Siedzibą władz rejonu jest Czornomorskie.
Na terenie rejonu znajdują się 1 osiedlowa rada i 10 rad wiejskich, obejmujących w sumie 31 wsi i 2 osady.